# Костадин Шиперков
Костадин (Динко, Коста) Шиперков е български революционер, деец на Вътрешната македоно-одринска революционна организация.

## Биография
Шиперков е роден в костурското село Дъмбени, тогава в Османската империя, днес в Гърция. Влиза във ВМОРО и става селски войвода на Организацията. През май 1903 година командва Дъмбенската чета в сражението при Локвата и Виняри, в което четите на Лазар Поптрайков и Васил Чакаларов се сражават няколко часа с османски войски.